# بست سلرز
بست سلرز (به ژاپنی: ベストセラーズ) یک شرکت چاپ ژاپنی است. مرکز این انتشارات در شهر توکیو می‌باشد.